# Orthorhynchoides telnovi
Orthorhynchoides telnovi (лат.) — вид жуков рода Orthorhynchoides из семейства Belidae. Эндемик Индонезии. Назван в честь энтомолога Дмитрия Тельнова (Латвия) за его вклад в исследование фауны Новой Гвинеи.

## Распространение
Остров Новая Гвинея (Индонезия): провинция Папуа, Sarmi Distr., 14 км от Bora-Bora, горы Фоджа, на высоте 950 м, S.02.27.629°/E.138.51.033°.

## Описание
Жуки чёрного цвета, длина тела 11,7 мм (без рострума), рострум 2,0 мм. Тело голое, с синеватым блеском. Надкрылья за серединой с двумя небольшими пятнами, образованными белыми волосками. Голова слабо расширена за глазом. Лабрум сросшийся. Мандибулы маленькие. Рострум длинный, слабо изогнутый, в 1,2 раза длиннее пронотума, в 4,4 раза длиннее ширины на вершине и в середине, в 3,2 раза длиннее ширины в основании, в вершинной и второй третях почти гладкий, в базальной трети густо грубо-пунктированный. Передние тазики крупные, конические. Задние тазики поперечные. Вертлуги маленькие, не отделяющие бёдра от тазиков. Бёдра утолщены, с зубцами. Передние бёдра с двумя зубцами. Средние и задние бёдра с одним зубцом. Голени почти прямые. Передние голени с мукро, зубчатые по внутреннему краю, без шпор. Средние и задние голени с двумя вершинными шпорами, без мукро. Лапки длинные, довольно узкие. Первый и второй членики лапок конические. Третий членик лапок двулопастный, а пятый удлинённый. Коготки свободные, без зубцов. Вид был впервые описан в 2018 году российским энтомологом Андреем Александровичем Легаловым (Институт систематики и экологии животных СО РАН, Новосибирск).